# بان مزاران (مقاطعة دالاهو)
بان مزاران (بالفارسية: بان مزاران) هي قرية تقع في قسم بان‌زرده الريفي (مقاطعة دالاهو) في إيران. يقدر عدد سكانها بـ 1,508 نسمة .